# Stacey Abrams
Stacey Yvonne Abrams (Madison, 9 de dezembro de 1973) é uma escritora, política, advogada e ativista estadunidense, que foi a líder da minoria na Assembleia Geral da Geórgia de 2011 a 2017. Membro do Partido Democrata, foi candidata do partido na eleição para governadora da Geórgia em 2018. Abrams foi a primeira mulher negra na história a ser candidata a governadora por um dos grandes partidos estadunidenses.
Como escritora publicou obras de ficção com o pseudônimo de Selena Montgomery, e de não-ficção com seu próprio nome.

## Biografia

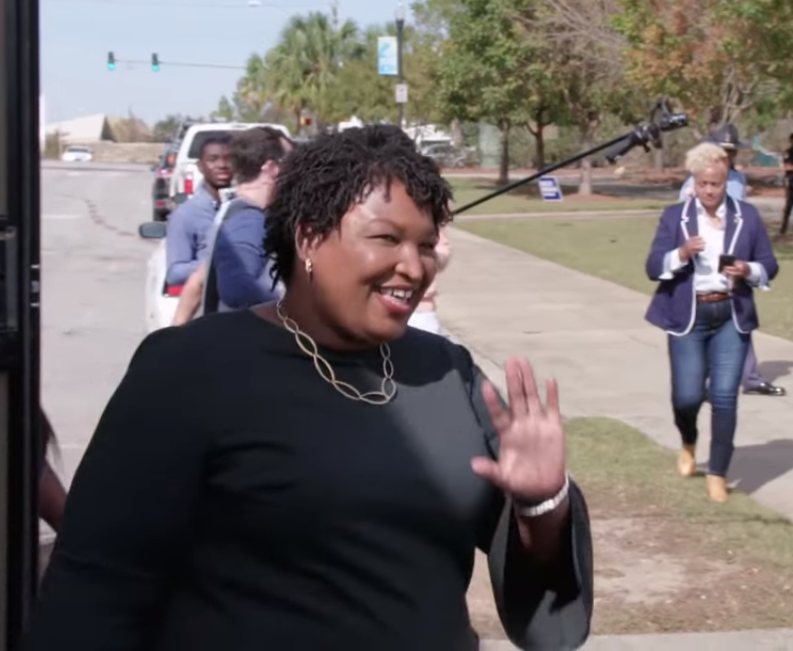
Abrams em sua campanha ao governo da Geórgia, em 2018.

Abrams é uma dos seis filhos dos pastores Carolyn e Robert Abrams, oriundos do Mississippi. Sua irmã, Leslie Abrams, é uma juíza federal do Distrito Mediano da Geórgia.
Seus pais se mudaram para a Geórgia quando ela era criança, a fim de estudarem na Universidade Emory, a fim de se tornarem pastores; ela graduou-se magna cum laude pela Faculdade Spelman (que integra o Centro Universitário de Atlanta); a seguir formou-se pela Universidade do Texas em Austin e fez direito em Yale.
Em 2007 Stacey foi eleita deputada estadual na Geórgia, ficando na função até 2017 quando se candidatou ao governo do estado, perdendo a eleição por uma pequena margem de votos para Brian Kemp em 2018; em 2013 ela criara o New Georgia Project, a fim de incentivar a inscrição de negros como eleitores. A Geórgia integra o chamado Deep South (Sul Profundo), nome pelo qual são chamados os estados de maioria branca e conservadora dos Estados Unidos, mas cujo perfil populacional vem se alterando nos tempos recentes (em 2014 cerca de dois terços dos eleitores eram brancos).
Em 2017 o estado havia aprovado uma lei apelidada de exact match law - que prescrevia que somente poderiam votar aqueles cujos nomes de registro eleitoral fossem exatamente idênticos aos documentos de identidade, criando embaraços àqueles com pequenas discrepâncias na grafia (tais como hífens ou acentos), o que afetou especialmente eleitores negros - a maioria entre os cinquenta e três mil eleitores que foram impedidos de votar: a situação levou a uma disputa acirrada onde Abrams perdeu após um longo e tumultuado processo de apuração; ela então acusou seu adversário de trabalhar para tolher os votos das minorias. Se fosse eleita seria o terceiro negro do país a governar um estado naquele país (os dois únicos até então foram L. Douglas Wilder — Virgínia 1989, Deval Patrick — Massachusetts, 2006 e 2010).
Ela então fundou o Fair Fight (Luta Justa), organização voltada a identificar e denunciar as falhas do sistema criadas para dificultar o direito de voto das minorias, bem como para incentivá-las tanto quanto aos jovens, a se tornarem eleitores - um trabalho que, durante as eleições presidenciais de 2020 levaram o estado, tradicionalmente republicano, a proporcionar uma virada na apuração a favor do candidato Joe Biden.